# Irische Frauen-Cricket-Nationalmannschaft in den West Indies in der Saison 2023
Die Tour der irischen Frauen-Cricket-Nationalmannschaft auf die West Indies in der Saison 2023 fand vom 26. Juni bis zum 9. Juli 2023 statt. Die internationale Cricket-Tour war Bestandteil der Internationalen Cricket-Saison 2023 und umfasste drei WODIs und drei WTwenty20. Die WODIs waren Teil der ICC Women’s Championship 2022–2025. Die West Indies gewannen die WODI-Serie 2–0 und die WT20-Serie 3–0.

## Vorgeschichte
Für beide Teams war es die erste Tour der Saison. Das letzte Aufeinandertreffen der beiden Mannschaften bei einer Tour fand in der Saison 2019 in Irland statt.

## Stadion
Das folgende Stadion wurden für das Turnier ausgewählt.
| Stadt      | Land        | Stadion            | Kapazität | Spiele                     |
| ---------- | ----------- | ------------------ | --------- | -------------------------- |
| Gros Islet | Saint Lucia | Beausejour Stadium | 20.000    | 1. – 3. WODI; 1. – 3. WT20 |

## Kaderlisten
Die West Indies benannten ihren WODI-Kader am 24. Juni und ihren WT20-Kader am 4. Juli 2023.
| WODI | WODI | WTwenty20 | WTwenty20 |
| West Indies | Irland | West Indies | Irland |
| --- | --- | --- | --- |
| - Hayley Matthews (K) - Shemaine Campbelle (VK, wk) - Aaliyah Alleyne - Shamilia Connell - Afy Fletcher - Shabika Gajnabi - Chinelle Henry - Zaida James - Djenaba Joseph - Qiana Joseph - Ashmini Munisar - Karishma Ramharack - Shunelle Sawh (wk) - Stafanie Taylor - Rashada Williams (wk) | - Laura Delany (K) - Ava Canning - Georgina Dempsey - Amy Hunter - Arlene Kelly - Gaby Lewis - Louise Little - Sophie MacMahon - Aimee Maguire - Cara Murray - Leah Paul - Orla Prendergast - Eimear Richardson - Rebecca Stokell - Mary Waldron (wk) | - Hayley Matthews (K) - Shemaine Campbelle (VK, wk) - Aaliyah Alleyne - Shamilia Connell - Afy Fletcher - Cherry-Ann Fraser - Shabika Gajnabi - Chinelle Henry - Zaida James - Djenaba Joseph - Qiana Joseph - Ashmini Munisar - Stafanie Taylor - Rashada Williams (wk) | - Laura Delany (K) - Ava Canning - Georgina Dempsey - Amy Hunter - Arlene Kelly - Gaby Lewis - Louise Little - Sophie MacMahon - Aimee Maguire - Cara Murray - Leah Paul - Orla Prendergast - Eimear Richardson - Rebecca Stokell - Mary Waldron (wk) |

## Women’s One-Day Internationals

### Erstes WODI in Gros Islet
| 26. Juni Scorecard | Gros Islet | West Indies 297-6 (50)          | – | Irland 239-9 (50) |
|                    |            | West Indies gewinnt mit 58 Runs |   |                   |

Die West Indies gewannen den Münzwurf und entschieden sich als Schlagmannschaft zu beginnen. Als Spielerin des Spiels wurde Hayley Matthews ausgezeichnet.

### Zweites WODI in Gros Islet
| 28. Juni Scorecard | Gros Islet | Irland 36-5 (8.4) | – | West Indies |
|                    |            | No Result         |   |             |

Die West Indies gewannen den Münzwurf und entschieden sich als Feldmannschaft zu beginnen.

### Drittes WODI in Gros Islet
| 1. Juli Scorecard | Gros Islet | Irland 203 (50)                   | – | West Indies 204-4 (41.1) |
|                   |            | West Indies gewinnt mit 6 Wickets |   |                          |

Irland gewann den Münzwurf und entschied sich als Schlagmannschaft zu beginnen. Als Spielerin des Spiels wurde Stafanie Taylor ausgezeichnet.

## Women’s Twenty20 International

### Erstes WTwenty20 in Gros Islet
| 4. Juli Scorecard | Gros Islet | Irland 112-7 (20)                 | – | West Indies 113-8 (20) |
|                   |            | West Indies gewinnt mit 2 Wickets |   |                        |

Die West Indies gewannen den Münzwurf und entschieden sich als Feldmannschaft zu beginnen. Als Spielerin des Spiels wurde Hayley Matthews ausgezeichnet.

### Zweites WTwenty20 in Gros Islet
| 6. Juli Scorecard | Gros Islet | Irland 113-7 (20)                 | – | West Indies 114-2 (16.4) |
|                   |            | West Indies gewinnt mit 8 Wickets |   |                          |

Irland gewann den Münzwurf und entschied sich als Schlagmannschaft zu beginnen. Als Spielerin des Spiels wurde Hayley Matthews ausgezeichnet.

### Drittes WTwenty20 in Gros Islet
| 8. Juli Scorecard | Gros Islet | Irland 116-9 (20)                 | – | West Indies 117-2 (18.1) |
|                   |            | West Indies gewinnt mit 8 Wickets |   |                          |

Irland gewann den Münzwurf und entschied sich als Schlagmannschaft zu beginnen. Als Spielerin des Spiels wurde Hayley Matthews ausgezeichnet.

## Auszeichnungen

### Player of the Series
Als Player of the Series wurden der folgende Spieler ausgezeichnet.
| Serie | Player of the Series |
| ----- | -------------------- |
| WODI  | Hayley Matthews      |
| WT20  | Hayley Matthews      |

### Player of the Match
Als Player of the Match wurden die folgenden Spielerinnen ausgezeichnet.
| Spiel   | Player of the Match |
| ------- | ------------------- |
| 1. WODI | Hayley Matthews     |
| 2. WODI | –                   |
| 3. WODI | Stafanie Taylor     |
| 1. WT20 | Hayley Matthews     |
| 2. WT20 | Hayley Matthews     |
| 3. WT20 | Hayley Matthews     |